# So Fujitani
So Fujitani (født 28. oktober 1997) er en japansk fodboldspiller, som spiller for den japanske fodboldklub Vissel Kobe.